# Lepelaarplassen
Le Lepelaarplassen est un espace naturel de 450 hectares dans la province néerlandaise du Flevoland. Depuis 1989, c'est une réserve naturelle domaniale. La zone est gérée par la fondation Het Flevolandschap.

## Généralités
Le Lepelaarsplassen comprend trois lacs formés par l'infiltration des eaux de l'IJsselmeer à travers le sable lors de la construction de l'Oostvaardersdijk. Spontanément de nombreux oiseaux se sont installés dans ce nouvel espace. La station de pompage Blocq van Kuffeler située sur l'Oostvaardersdijk est devenue un centre d'accueil pour oiseaux migrateurs.
D'août à début mars la région peut être visitée. Pendant la saison de reproduction (de mars à juillet), l'observation ne peut se faire que dans des cabanes ornithologiques. Une piste cyclable de 12 km contourne la réserve.

## Importance écologique

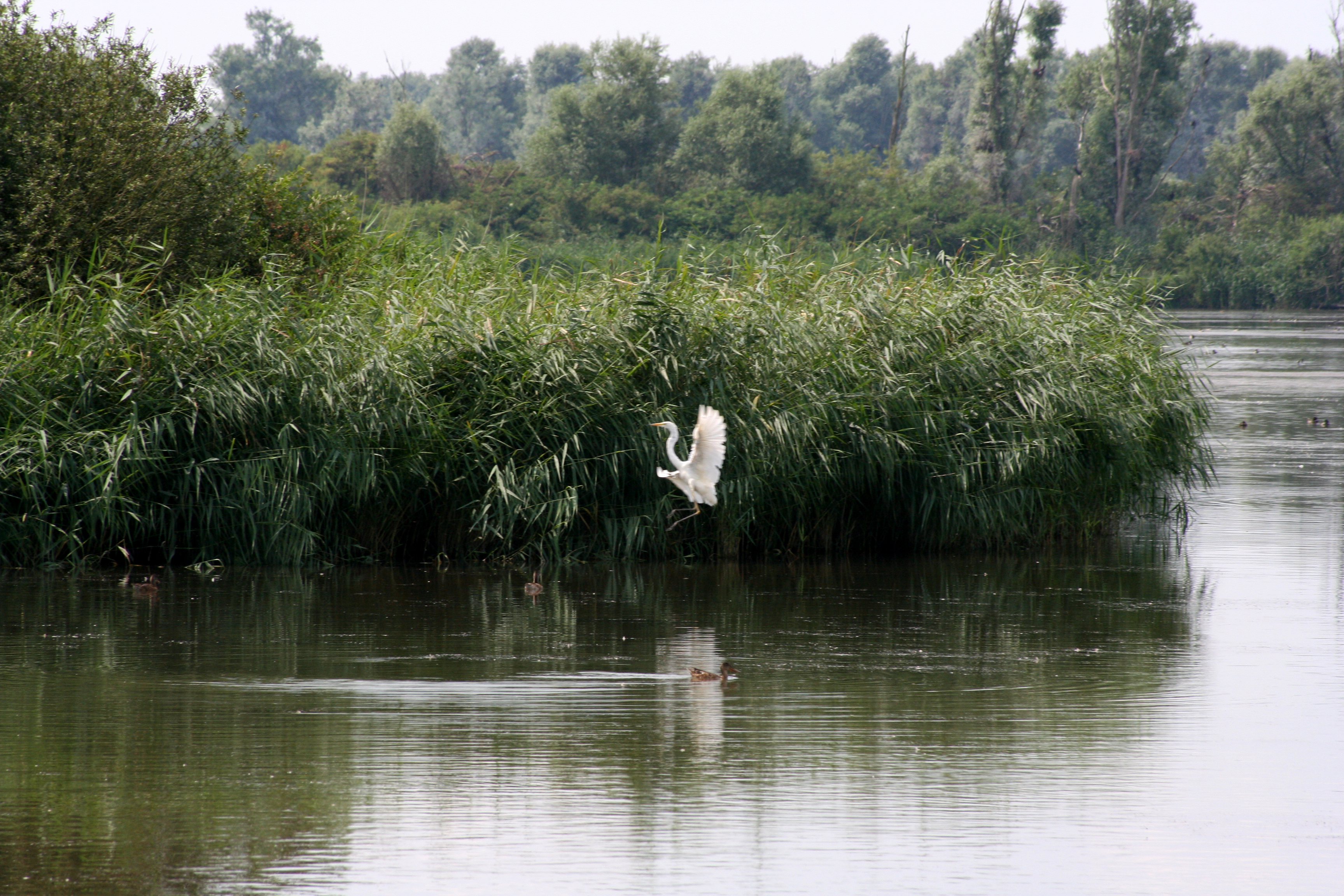
Lepelaarplassen: des grandes aigrettes.

Le Lepelaarsplassen, avec le Wilgenbos et l'Oostvaardersplassen, également situés sur l'Oostvaardersdijk, est devenu un passage important pour les oiseaux migrateurs. Ces zones sont  partiellement connectées, mais les poissons et les grands herbivores ne peuvent pas (encore) aller  d'une réserve à l'autre. Des projets de connexion sont à l'étude.
La réserve abrite une colonie de cormorans et de spatules. Au total on a recensé environ 65 espèces d'oiseaux nicheurs, dont le butor étoilé, le grèbe castagneux, la marouette ponctuée, le martin-pêcheur d'Europe et le héron pourpré. Quelques castors y ont élu domicile.
Les cormorans se sont installés en 1985 avec alors environ 240 couples nicheurs. En 1987, la colonie était passée à 1 200 nids.
Des saules ont spontanément poussés après le drainage du flevopolder, la région se compose essentiellement de zones humides et de roselières. Des étangs et des prairies hébergent des oiseaux des prairies, des oies et autres oiseaux aquatiques, une colline de sable abrite des hirondelles de rivage.